# サラセンズ
サラセンズ（英: Saracens）は、イングランドのロンドン近郊ワトフォードに本拠地を置くラグビーユニオンクラブである。プレミアシップ所属。

## 概要
1876年創設。1998年にはカップウィナーにも輝いた強豪で、2010-11シーズンと2014-15シーズンにプレーオフ優勝を果たしている。岩渕健輔が日本人初のプレミアシップ選手として2000年から2004年までプレーしていた。かつて福岡サニックスブルースと提携していた。
クラブの名前は「12世紀のサラディンの砂漠の戦士達の忍耐力、熱意、無敵さ」に由来すると言われる（サラディンは十字軍を破ったイスラム世界の英雄であり、サラセン人は中世ヨーロッパ世界でのイスラム教徒の呼称）。サラセンズのローカルライバルがクルセイダーズ（Crusaders、十字軍兵士）と呼ばれていた事実も要因かもしれない 。クラブのエンブレムに描かれている星と三日月はオスマン帝国の国旗に描かれものを彷彿とさせる。

## 歴史
ロンドン・メリルボーン地区にあるフィロロジカル・スクール（後のセント・メリルボーン・グラマースクール）のOBによって1876年に設立された。
2019年11月、年俸総額の上限を定めたサラリーキャップ制度に違反したため、勝ち点35の減点と罰金の処分を受け、翌2020年1月には状況が改善されなかったため、RFUチャンピオンシップへの降格処分を受けた。
2020-21シーズンのRFUチャンピオンシップで優勝し、プレミアシップへ再昇格を果たした。
2022-23シーズンのプレミアシッププレーオフ決勝でセール・シャークスを下してプレミアシップ再昇格後初となる4季ぶり6回目の優勝を果たした。

## タイトル
- プレミアシップ
  - 優勝 5回（2010-11, 2014-15, 2015-16, 2017-18, 2018-19, 2022-23）
  - 準優勝 4回（1997-98, 2009-10, 2013-14, 2021-22）
- ハイネケンカップ／ヨーロピアンラグビーチャンピオンズカップ
  - 優勝 3回（2015-16, 2016-17, 2018-19）
- アングロ・ウェルシュカップ（LVカップ）
  - 優勝 2回（1997-98, 2014-15）

## 成績

### プレミアシップ戦績
- 1997-98  2位
- 1998-99  3位
- 1999-00  4位
- 2000-01  5位
- 2001-02  10位
- 2002-03  8位
- 2003-04  10位
- 2004-05  5位
- 2005-06  10位
- 2006-07  4位 (プレーオフ・準決勝敗退)
- 2007-08  8位
- 2008-09  9位
- 2009-10  3位 (プレーオフ・準優勝)
- 2010-11  2位 (プレーオフ・優勝)
- 2011-12  3位 (プレーオフ・準決勝敗退)
- 2012-13  1位 (プレーオフ・準決勝敗退)
- 2013-14  1位 (プレーオフ・準優勝)
- 2014-15  4位 (プレーオフ・優勝)
- 2015-16  1位 (プレーオフ・優勝)
- 2016-17  3位 (プレーオフ・準決勝敗退)
- 2017-18  2位 (プレーオフ・優勝)
- 2018-19  2位 (プレーオフ・優勝)
- 2019-20  12位 (RFUチャンピオンシップへ自動降格)
- 2021-22  1位 (プレーオフ・準優勝)
- 2022-23  1位 (プレーオフ・優勝)
- 2023-24  4位 (プレーオフ・準決勝敗退)

## スコッド
2024-25シーズンのスコッド（2024年8月現在）
| フッカー - セオ・ダン - ジェイミー・ジョージ - ジェームズ・ハッドフィールド - カペリ・ピフェリレティシア プロップ - フライザー・バルマイン - フィル・ブランティンハム - リース・カレ - アレック・クレイリー - サム・クリーン - オーリー・ホスキンス - エロニ・マウィ - マルコ・リッチョーニ ロック - ニック・イシエクウェ - マロ・イトジェ - テオ・マクファーランド - ヒュー・ティザード | フランカー/No.8 - アンディ・クリスティ - ベン・アール - フアン・マルティン・ゴンサレス - トビー・ナイト - トム・ウィリス - ハリー・ウィルソン スクラムハーフ - コーラム・ブラレィ - ギャレス・シンプソン - イワン・ファンジール フライハーフ - フェーガス・ブルケ - ローイエ・ジョンソン | センター - ジョシュ・ハレット - オーリー・ハートレイ - アレックス・ロゾスキー - サム・スピンク - ニック・トンプキンス ウイング - ルシオ・シンティ - トム・パートン - ロティミ・セグン フルバック - エリオット・デイリー - アレックス・グッド - マックス・マリンズ |
| | | |
| はキャプテン。 | | |

## 歴代所属選手
- ラファエル・イバネス(Raphaël Ibañez)…フランス代表98キャップ、1999・2003・2007W杯3大会出場。
- ジャスティン・マーシャル(Justin Marshall)…NZ代表81キャップ、1999・2003W杯2大会出場。
- スティーブ・ボーズウィック(Steve Borthwick)…イングランド代表57キャップ、2007年W杯出場。現在イングランド代表のヘッドコーチ。
- ジョン・スミット(John Smit)…南アフリカ代表111キャップ、2003・2007・2011W杯3大会出場で2007・2011W杯南アフリカ代表主将。
- マイケル・オーウェン(Michael Owen)…ウェールズ代表41キャップ、2007W杯出場。
- センスス・ジョンストン(Census Johnston)…サモア代表57キャップ、2007・2011・2015W杯3大会出場。
- ジャック・バーガー(Jacques Burger)…ナミビア代表41キャップ、2007・2011・2015W杯3大会出場で2015W杯ナミビア代表主将。
- 菊谷崇…日本代表68キャップ、2011W杯出場。
- スカルク・ブリッツ(Schalk Brits)…南アフリカ代表15キャップ、2015・2019W杯2大会出場。
- スカルク・バーガー(Schalk Burger)…南アフリカ代表86キャップ、2003・2007・2011・2015W杯4大会出場。
- フィル・ティール(Phil Thiel)…アメリカ代表36キャップ、2011・2015W杯2大会出場。
- サキウサ・マタンディンゴ(Sakiusa Matadigo)…フィジー代表14キャップ、2011・2015W杯2大会出場。現在はFCアックスに所属。
- DTH・ファン・デル・メルヴァ(DTH van der Merwe)…カナダ代表61キャップ、2007・2011・2015・2019W杯4大会出場。現在はグラスゴー・ウォリアーズに所属。
- ヘイデン・スミス(Hayden Smith)…アメリカ代表30キャップ、2011・2015W杯2大会出場。NFLの元アメリカンフットボール選手。現在はイーシャーRFCに所属。
- マーカス・ワトソン(Marcus Watson)…リオ五輪の7人制イギリス代表で銀メダル獲得。現在はワスプスに所属。
- スレトン・パラモ(Thretton Palamo)…アメリカ代表19キャップ、2007・2015・2019W杯3大会出場。現在オールドグローリーDCに所属。
- カタリン・フェルク(Catalin Fercu)…ルーマニア代表109キャップ、2007・2015W杯2大会出場。現在はティミショアラ・サラセンズに所属。
- サヴェナザ・ラワザ(Savenaca Rawaca)…フィジー代表1キャップ。リオ五輪の7人制フィジー代表で金メダル獲得。現在はベジエに所属。
- クリス・ワイレス(Chris Wyles)…アメリカ代表54キャップ、2007・2011・2015W杯3大会出場。
- マルセロ・ボシュ(Marcelo Bosch)…アルゼンチン代表39キャップ、2011・2015W杯2大会出場。
- フアン・フィガロ(Juan Figallo)…アルゼンチン代表33キャップ、2011・2015・2019W杯3大会出場。
- ウィル・フーリー(Will Hooley)…アメリカ代表18キャップ、2019年W杯出場、現在はサンディエゴ・リージョンに所属。
- ティティ・ラモシテレ(Titi Lamositele)…アメリカ代表32キャップ、2015・2019W杯2大会出場。現在はモンペリエに所属。
- ジョージ・クルーズ(George Kruis)…イングランド代表46キャップ、2015・2019W杯2大会出場。現在はパナソニック ワイルドナイツに所属。
- リチャード・ウィグルスワース(Richard Wigglesworth)…イングランド代表33キャップ、2011・2015W杯2大会出場。現在はレスター・タイガースに所属。
- リアム・ウィリアムズ(Liam Williams)…ウェールズ代表62キャップ、2015・2019W杯2大会出場。現在はスカーレッツに所属。
- フアン・パブロ・ソシーノ(Juan Pablo Socino)…アルゼンチン代表4キャップ、2015W杯出場。現在はレスター・タイガースに所属。
- ヴィンセント・コッホ(Vincent Koch)…南アフリカ代表21キャップ、現在はワスプスに所属。
- ティム・スウィンソン(Tim Swinson)…スコットランド代表38キャップ、2015年W杯出場。
- ジャンコ・フェンター(Janco Venter)…ナミビア代表28キャップ、2015年・2019年W杯2大会出場。
- マコ・ヴニポラ(Mako Vunipola)…イングランド代表79キャップ、2015・2019W杯2大会出場。現在はRCヴァンヌに所属。
- ビリー・ヴニポラ(Billy Vunipola)…イングランド代表75キャップ、2015・2019・2023W杯3大会出場。現在はモンペリエ・エロー・ラグビーに所属。
- オーウェン・ファレル(Owen Farrell)…イングランド代表106キャップ、2011・2015・2019・2023W杯4大会出場。現在はラシン92に所属。
- マックス・マリンズ(Max Malins)…イングランド代表22キャップ、2023W杯1大会出場。現在はブリストル・ベアーズに所属。
- ダンカン・テイラー(Duncan Taylor)…スコットランド代表通算28キャップ、2019W杯1大会出場。
- ショーン・メイトランド(Sean Maitland)…スコットランド代表通算53キャップ、2015・2019W杯2大会出場。
- フランソワ・ホーハート(Francois Hougaard)…南アフリカ共和国代表46キャップ、2011W杯1大会出場。現在はシャークスに所属。